# Alice Liddell
Ne doit pas être confondu avec Lidl.
Pour les articles homonymes, voir Liddell.
 (avril 2008).
Alice Pleasance Liddell, née à Westminster le 4 mai 1852 et morte le 16 novembre 1934 dans le Kent, est l'une des petites filles amies de Lewis Carroll. Il a écrit pour elle Les Aventures d'Alice au pays des merveilles.

## Le rôle et l'influence d'Alice Liddell sur les livres de Lewis Carroll

### Origine d'Alice au pays des merveilles
Le 4 juillet 1862, profitant d'une promenade en barque sur la Tamise entre Oxford et Godstow, la petite Alice Liddell, alors âgée de dix ans, demande à Charles Dodgson, déjà connu sous le pseudonyme de Lewis Carroll, de la distraire en lui racontant une histoire. Pendant que le révérend Robinson Duckworth se charge de ramer, Charles Dodgson improvise pour Alice et ses deux sœurs également embarquées, Edith (huit ans) et Lorina (treize ans), l'histoire fantastique d'une petite fille (justement appelée Alice) après qu'elle est tombée dans le terrier d'un lapin. Quand il a fini, Alice Liddell lui demande s'il est possible qu'il couche l'histoire sur le papier, insistant encore et encore, ce qu'il fait finalement.
En novembre 1864, soit deux ans et demi après qu'Alice Liddell l'a prié de mettre le récit par écrit, il en achève la rédaction qu'il nomme Alice's Adventures Under Ground (Les Aventures d’Alice sous terre). Il l'offre à Alice Liddell comme cadeau pour le Noël de l'an 1864 et le fait lire à son ami et mentor George MacDonald ainsi qu'à ses enfants, qui apprécient le livre. Sur le conseil de son ami, Charles Dodgson décide de soumettre le livre pour publication. Il développe l'histoire en ajoutant entre autres les épisodes du Chat du Cheshire et de la tea-party, faisant passer le manuscrit de 18 000 à 35 000 mots. Dodgson a lui-même réalisé des dessins devant accompagner le livre mais ceux-ci ne sont pas jugés assez bons et les illustrations sont (re)dessinées par John Tenniel, dessinateur réputé à cette époque. Finalement, le manuscrit est publié en 1865 sous le titre Les Aventures d'Alice au pays des merveilles (Alice's Adventures in Wonderland), tiré dans un premier temps à 2 000 exemplaires (Tenniel trouvant que les tirages ne sont pas de bonne qualité), puis réédité quelques mois après avec un tirage plus important. Le succès que le livre connaît alors ne s'est plus jamais démenti depuis.
En 1871 paraît un autre livre sur « Alice », Through the Looking-Glass, and What Alice Found There (De l'autre côté du miroir), et en 1886 le fac-similé d'Alice's Adventures Under Ground.

### Analogies et différences entre Alice Liddell et «Alice» de Lewis Carroll
Les analogies entre Alice Liddell et le personnage fictif d'« Alice » dans le livre doivent être analysées avec discernement. L'idée ancienne et répandue[évasif] selon laquelle « Alice » est fortement fondée sur Alice Liddell est controversée [Par qui ?]. Cependant, il est évident[réf. nécessaire] que ces histoires racontées à Alice avaient  pour origine le caractère et les manières de la petite fille. Ainsi, vers la fin de sa vie, Charles Dodgson, sans doute lassé de l'influence prêtée à Alice sur son œuvre, déclarait[réf. nécessaire] que le personnage d'« Alice » était entièrement imaginaire et ne devait pas être associée à une petite fille  spécifique ayant réellement existé. Quoi qu'il en soit, une chose est certaine[réf. nécessaire] : Alice Liddell n'a pas inspiré les dessins d'« Alice » dans les éditions originales, John Tenniel, |l'illustrateur, ne l'ayant jamais rencontrée[réf. nécessaire]. Il s'est en fait inspiré d'une photo de Mary Hilton Badcock[réf. nécessaire], une autre jeune amie de Dodgson, qui lui avait été donnée par l'auteur lui-même.
Deux éléments concrets démontrent que les livres lui étaient au moins dédiés. D'une part la lettre[réf. nécessaire] dans laquelle Dodgson demande à Alice de lui prêter l'exemplaire qu'il lui avait dédicacé et dessiné, pour publication, si elle était d'accord. D'autre part au XIIe et dernier chapitre du livre De l'autre côté du miroir (Through the Looking-Glass, and What Alice Found There) figure un acrostiche, poème qui, lu de haut en bas en se concentrant sur la première lettre de chaque vers, forme le nom d'« Alice Pleasance Liddell » :

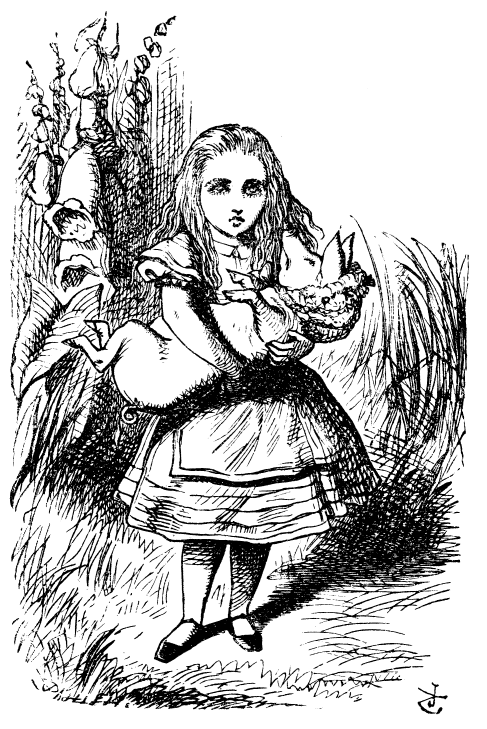
Illustration de Sir John Tenniel pour la 1re édition dAlice au pays des merveilles (1865).

« A boat beneath a sunny sky,

Lingering onward dreamily

In an evening of July--

Children three that nestle near,

Eager eye and willing ear,

Pleased a simple tale to hear--

Long has paled that sunny sky:

Echoes fade and memories die.

Autumn frosts have slain July.

Still she haunts me, phantomwise,

Alice moving under skies

Never seen by waking eyes.

Children yet, the tale to hear,

Eager eye and willing ear,

Lovingly shall nestle near.

In a Wonderland they lie,

Dreaming as the days go by,

Dreaming as the summers die:

Ever drifting down the stream--

Lingering in the golden gleam--

Life, what is it but a dream? »

## Biographie
Alice Pleasance Liddell est la quatrième des dix enfants d'Henry George Liddell et de son épouse Lorina Hannah. En juin 1855, Henry George Liddell est nommé doyen du Christ Church College (Université d'Oxford en Angleterre) où Charles Dodgson enseigne les mathématiques. Le mariage donna plusieurs enfants : Alice, Harry (né en 1847), Arthur (1850-1853), Lorina (née en 1849), surnommée "Ina" et Edith (née en 1854) qui avait une relation très intime avec Alice. Harry, Lorina et Edith furent les principales sources d'inspiration de Dodgson.[réf. nécessaire]
Charles Dodgson rencontre d'abord Harry, à qui il donne des cours de mathématiques. Puis, le 25 avril 1856, alors qu'il aide son ami Reginald Southey à prendre des photographies de la cathédrale, les enfants Liddell qui jouent dans le jardin sont invités à poser au premier plan. Six jours plus tard, Dodgson reçoit à Christ Church un tout nouvel appareil photographique et le 3 juin, il commence à prendre les premières photographies d'Alice et de ses frères et sœurs. Ultérieurement, ils feront plusieurs autres séances de photographies, ainsi que des sorties en barque, tandis que Dodgson dessine, photographie et raconte des histoires.
Reproduit ci-dessous, le récit d'Alice Liddell, paru dans The Cornhill Magazine en juillet 1932 et repris dans la postface d'une édition d'Alice au pays des merveilles de 1955, donne un éclairage sur les relations entre Alice et Charles:

« Nous allions chez lui escortées de notre gouvernante. Nous prenions place sur un grand sofa. Il s’installait entre nous et, tout en nous racontant des histoires, il dessinait avec un crayon ou une plume. Quand il nous avait bien amusées, il nous faisait poser et il prenait ses photographies avant que nos expressions aient eu le temps de changer. Il semblait avoir une réserve inépuisable d’histoires fantastiques, qu’il inventait au fur et à mesure tout en dessinant sans arrêt sur une grande feuille de papier. Ses histoires n’étaient pas toujours complètement inédites. Parfois, il nous donnait une variante d’une histoire déjà racontée, parfois il débutait sur quelque chose que nous connaissions mais, en se développant, l’histoire, fréquemment interrompue, changeait du tout au tout et de façon inattendue. Quand nous allions en excursion sur la rivière avec Mr. Dodgson, ce que nous faisions tout au plus quatre ou cinq fois au cours du trimestre d’été, il emportait toujours un panier plein de gâteaux et une bouilloire qu’il faisait chauffer sur un feu de brindilles. Plus rarement, nous partions pour une journée entière, et alors il emportait toutes sortes de provisions - du poulet froid, de la salade et des tas de bonnes choses. Ce que nous aimions le plus, c’était remonter à la rame jusqu’à Nuneham et pique-niquer sous bois dans l’une des huttes construites à cet effet par Mr. Harcourt. Mr. Dodgson, à Oxford, était toujours vêtu de noir, comme un pasteur, mais, quand il nous emmenait sur la rivière, il portait des pantalons de flanelle blanche. Il remplaçait son chapeau noir par un chapeau de paille, mais, naturellement, il gardait ses chaussures noires, parce qu’à cette époque les tennis blanches n’avaient pas été inventées. Il se tenait toujours très droit, plus que très droit même, il avait l’air d’avoir avalé un manche à balai… »

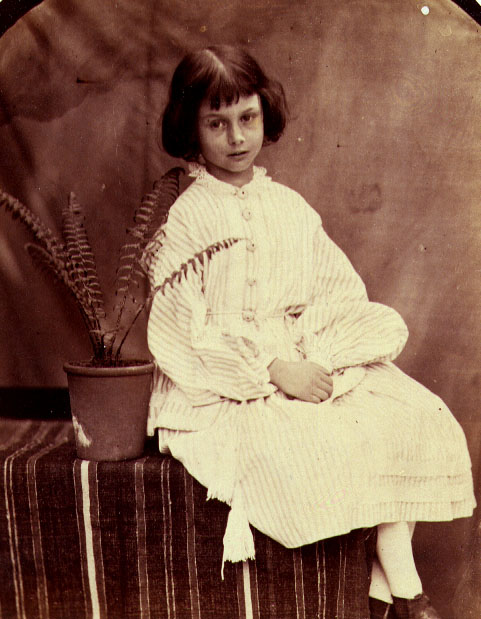
Alice Liddell photographiée en 1860 par Charles Dodgson (Lewis Carroll).

Frère aîné d'une famille de onze enfants, dont une majorité de filles, Charles Dodgson a raconté sa tristesse d'être séparé de ses sœurs au collège, de sa crainte et de son dégoût des garçons qui l'entouraient toute la journée et a dit des petites filles : « Elles sont les trois quarts de ma vie ».
Le 30 juin 1863, la famille Liddell part à Llandudno et les relations d’Alice et de Charles s’interrompent. Il lui écrira en 1885 pour lui demander l'autorisation de publier, chez Macmillan, le manuscrit de la première version d'Alice (Les Aventures d’Alice sous terre).

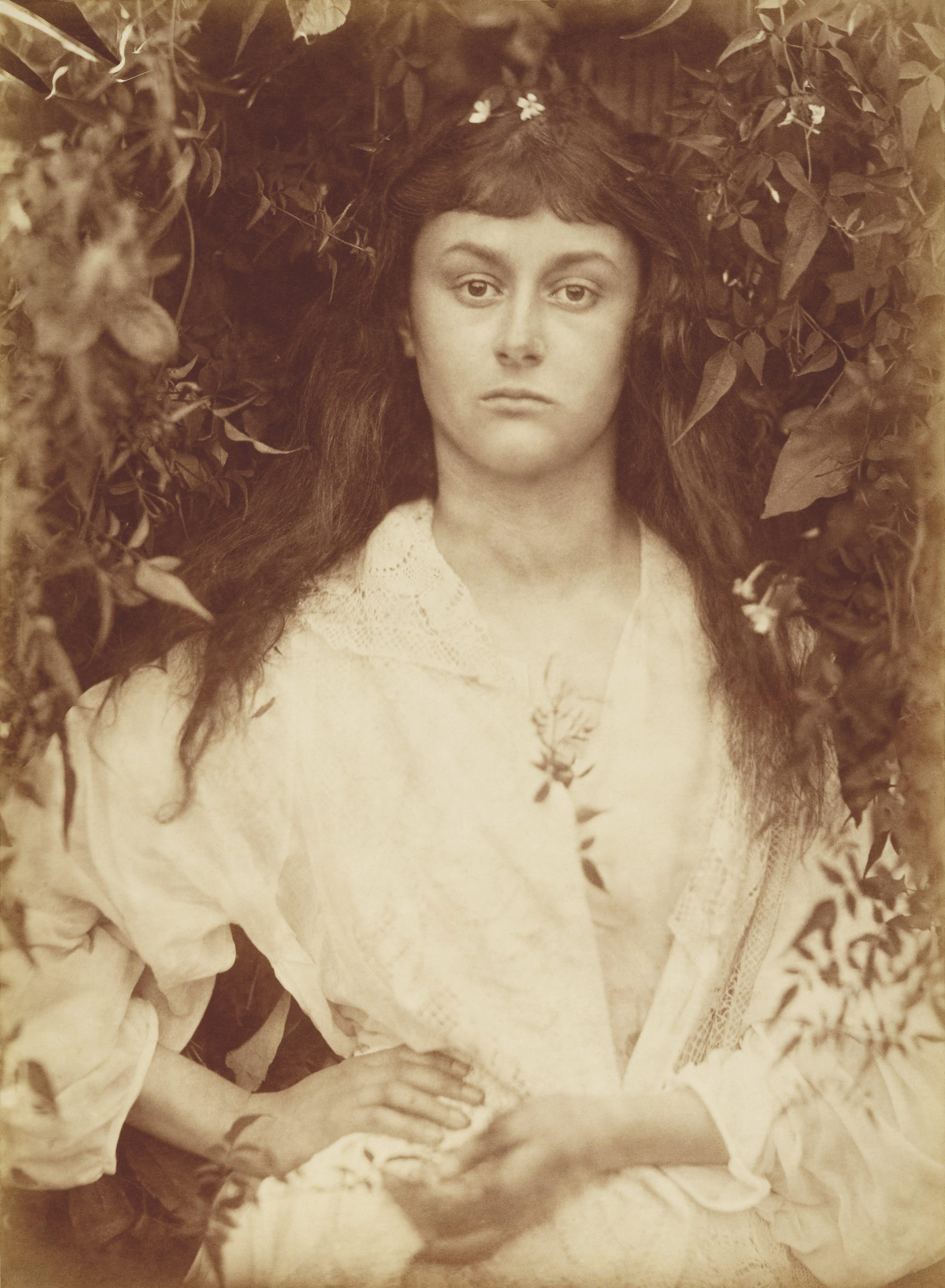
Pomone : Alice Liddell photographiée en 1872 par Julia Margaret Cameron.

« Ma chère Mrs. Hargreaves (son nom de femme mariée),

J’imagine que la présente lettre, après tant d’années de silence, va vous parvenir presque comme une voix d’entre les morts ; pourtant ces années-là n’ont pas réussi à affaiblir en quoi que ce fût la clarté de mon souvenir des jours où nous correspondions. Je commence à éprouver combien la mémoire défaillante d’un vieil homme est infidèle en ce qui concerne les récents événements et les nouveaux amis (par exemple, je me suis lié d’amitié, voici quelques semaines, avec une très charmante petite fille d’environ douze ans, avec qui je fis une promenade ; et maintenant, je ne parviens plus à me rappeler aucun de ses nom et prénoms !), mais l’image en mon esprit est plus vivace que jamais de celle qui fut, à travers tant d’années, mon idéale amie-enfant. Depuis votre temps, j’ai eu des vingtaines d’amies-enfants, mais avec vous, ce fut tout différent. Cependant, ce n’est pas pour dire tout cela que je vous écris cette lettre. Voilà ce que je veux vous demander : verriez-vous un inconvénient à ce que l’on publiât en fac-similé le cahier manuscrit original (que vous possédez toujours, je le suppose) des Aventures d’Alice ? L’idée de cette publication ne m’est venue que l’autre jour. Si, toute réflexion faite, vous en veniez à conclure que vous préféreriez que l’on s’en abstînt, cela mettrait fin au projet. Si, au contraire, vous me donniez une réponse favorable, je vous serais grandement obligé de bien vouloir me prêter le cahier (je pense qu’un envoi par lettre recommandée donnerait toute sécurité) afin que je puisse envisager toutes les possibilités de réalisation. Cela fait vingt ans que je n’ai vu ce manuscrit, de sorte que je ne suis nullement certain que les illustrations ne vont pas se révéler si horriblement mauvaises qu’il serait absurde de les reproduire. Il n’est pas douteux que j’encoure l’accusation de vulgaire narcissisme en publiant un tel ouvrage. Mais je ne m’en soucie pas le moins du monde, sachant qu’il n’existe pas chez moi pareille faiblesse ; simplement, considérant l’extraordinaire popularité qu’ont eue les volumes (nous avons vendu plus de 120 000 exemplaires des deux livres), je pense qu’il doit y avoir un grand nombre de personnes qui aimeraient voir Alice sous sa forme originale. Je reste votre ami fidèle. »

— C. L. Dodgson

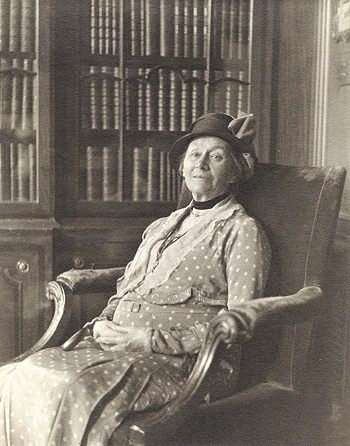
Alice Pleasance Liddell Hargreaves en 1932, par W. Coulbourn Brown (Philadelphia).

Plus tard, elle devient artiste, aidée en cela par John Ruskin. Elle fait le tour de l'Europe avec ses sœurs Lorina et Edith. De ses voyages en France et en Italie entre 1872 et 1877, elle tire une série d'aquarelles et de croquis d'une grande sensibilité. On lui prête une liaison avec le prince Leopold, fils de la reine Victoria (qui vient étudier à Christ Church en 1872) mais, le 15 septembre 1880, c'est Reginald Hargreaves, lui aussi étudiant à Oxford, qu'elle épouse à l'abbaye de Westminster. Ils ont trois fils : Alan Knyveton Hargreaves, Leopold Reginald (surnommé « Rex ») Hargreaves (tous deux morts pendant la Première Guerre mondiale) et Caryl Liddell Hargreaves qui survit à la guerre et aura lui-même une fille.
La dernière rencontre entre Charles Dodgson et Alice Liddell a lieu le 1er novembre 1888. Dodgson, qui est présenté au mari d'Alice, écrit, à la suite de cette entrevue :
« Il n'est pas facile d’associer ce nouveau visage au souvenir de l'ancien, cette étrangère à l'« Alice » connue si intimement et tant aimée, dont je me souviendrai toujours comme d'une petite fille de sept ans, absolument fascinante ».
Alice Liddell n'assiste pas à l'enterrement de Charles Dodgson, mort le 14 janvier 1898.
La suite de sa vie est une série de deuils : son père meurt quatre jours après Dodgson, sa mère en 1910, deux de ses fils pendant la Première Guerre mondiale et son mari en 1926. Elle reporte son affection sur son fils Caryl et vit à Cuffnells, dans la maison familiale des Hargreaves dans le Hampshire.
En 1928, devant les difficultés financières, elle doit se résoudre à vendre l'exemplaire  que Dodgson lui a donné d'Alice's Adventures under Ground (Les Aventures d’Alice sous Terre). La vente se fait à Sotheby's et lui rapporte 15,400 £ de l'époque.
En 1932, pour fêter le centenaire de la naissance de Charles Dodgson, elle est invitée aux États-Unis pour être faite docteure honoris causa de l'université Columbia (à New York). En décembre 1933, peu avant sa mort, elle assiste à la projection du film Alice au pays des merveilles de la Paramount.

## Hommage
Est nommé en son honneur (17670) Liddell, un astéroïde de la ceinture principale découvert en 1996.